# Amanina
L'amanina è un peptide ciclico. Si tratta di una micotossina del gruppo delle amatossine, che si trovano in varie specie del genere di funghi amanita.

## Tossicologia
Come le altre amatossine, l'amanina è un inibitore dell'RNA polimerasi II. Dopo l'ingestione, si lega all'enzima RNA polimerasi II bloccando la sintesi dell'mRNA, causando citolisi degli epatociti e delle cellule renali.